# August Wallner
August Wallner (* 4. Februar 1906 in Ingelfingen; † 31. Dezember 1965) war ein deutscher Politiker der SPD.

## Leben und Beruf
Wallner wohnte in Regen und war städtischer Oberinspektor.

## Politik
Am 25. Juli 1949 rückte Wallner für den verstorbenen Lorenz Fichtner in den Bayerischen Landtag nach, dem er bis zum Ende der Wahlperiode im Herbst 1950 angehörte. In dieser Zeit gehörte er dem Ausschuss für sozialpolitische Angelegenheiten an.